# Andranik Eskandarian
Andranik Eskandarian (örményül:Անդրանիկ Իսքանտարեան, perzsául: آندرانیک اسکندریان; Teherán, 1951. december 31. –) iráni válogatott labdarúgó.

## Pályafutása

### Klubcsapatban
1970 és 1972 között az Ararat Teherán csapatában játszott. 1972 és 1978 között a Taj játékosa volt. 1978-ban az Egyesült Államokba költözött, ahol először a New York Cosmos együttesében szerepelt 1978 és 1984 között. Az 1984–85-ös idényben a Cosmos teremcsapatában is pályaára lépett. 1985 és 1987 között a New York Express, 1988 és 1990 között a New Jersey Eagles játékosa volt.

### A válogatottban
1975 és 1978 között 29 mérkőzésen szerepelt az iráni válogatottban. Tagja volt az 1976-os Ázsia-kupán győztes és az 1976. évi nyári olimpiai játékokon szereplő válogatott keretének. Részt vett az 1978-as világbajnokságon, ahol a válogatott történetének első világbajnoki mérkőzésén Hollandia ellen kezdőként lépett pályára. Ezt követően a Skócia elleni 1–1-es döntetlennel végződő csoportmérkőzésen öngólt szerzett.  A Peru elleni utolsó találkozón nem kapott lehetőséget.

## Sikerei, díjai
Irán
- Ázsia-kupa győztes (1): 1976